# Orkiestra symfoniczna

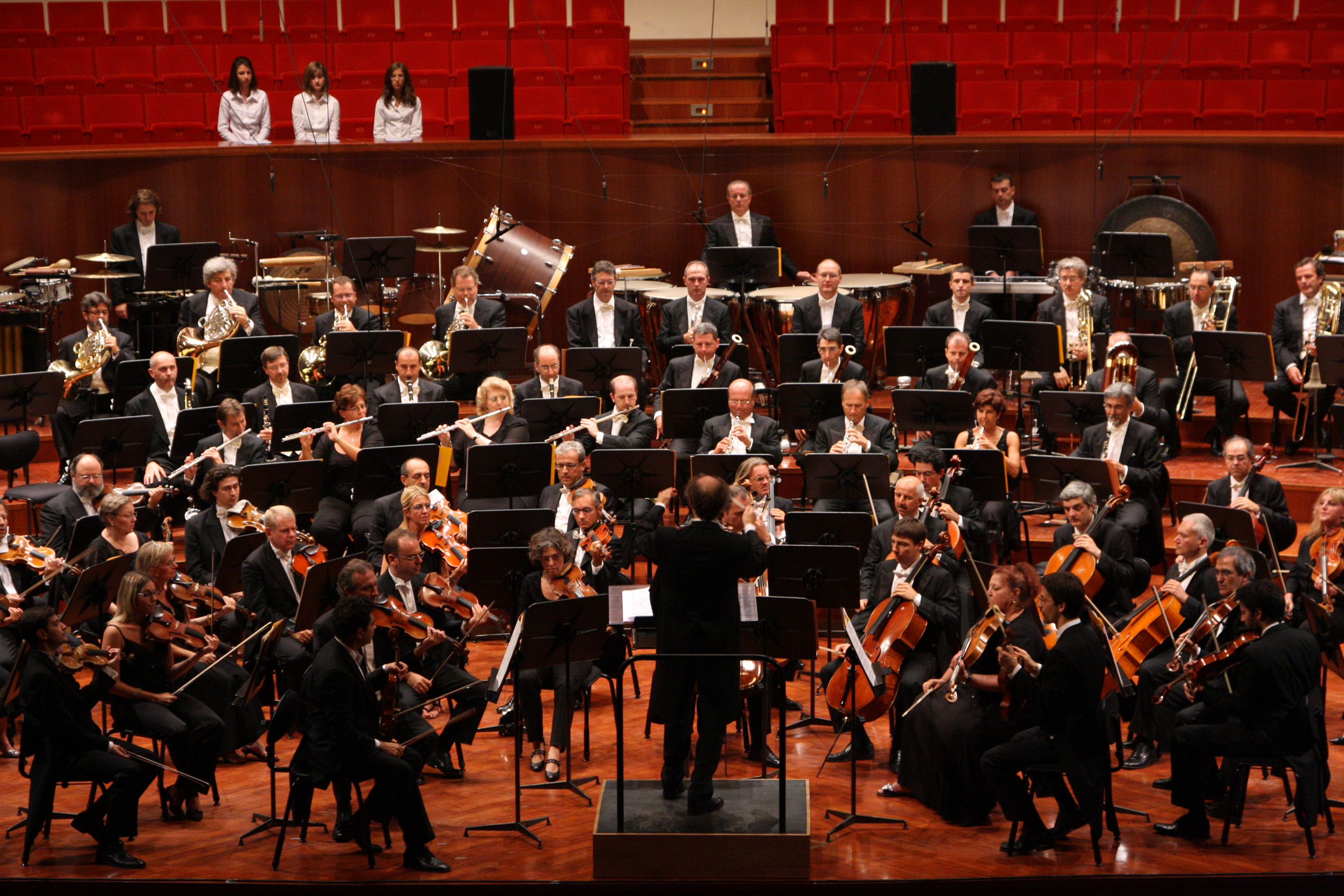
Orkiestra symfoniczna w trakcie koncertu

Orkiestra symfoniczna – zespół instrumentalny przeznaczony do wykonywania wielkich dzieł muzycznych: symfonii, koncertów, oper i baletów w czasie koncertów w filharmoniach, teatrach muzycznych oraz na wolnym powietrzu.
Do połowy XVIII wieku nie istniała standardowa obsada orkiestry. Wykształciła się ona na dworze elektora Palatynatu w Mannheim w połowie XVIII wieku. Orkiestrę stanowił zespół instrumentów smyczkowych; I i II skrzypce, altówka oraz wiolonczela zdwajana przez kontrabas. Wyraźnemu ograniczeniu uległa rola dętych, którą tworzyły flety, oboje i fagoty, a od 1782 roku klarnet. Instrumenty te dobarwiały brzmienie smyczków i dopiero w XIX wieku zaczęto powierzać im partie solowe. Waltornie grały początkowo przede wszystkim fundament harmoniczny, tym ważniejszy, że na znaczeniu straciło basso continuo.
Orkiestra symfoniczna nigdy nie uzyskała ustalonego składu. Jej konfiguracja i liczebność podlega stałym przemianom, lecz istnieje pewien standard, sięgający przeciętnie około stu osób, wystarczający do wykonywania większości XIX- i XX-wiecznego repertuaru.
Orkiestrą symfoniczną kieruje dyrygent.

## Obsada orkiestry symfonicznej
(kolejność według zapisu w partyturze)
- instrumenty dęte (wł. Fiati)
  - drewniane (wł. Legni)
    - flety piccolo
    - flety
    - oboje
    - rożek angielski
    - klarnety
    - klarnet basowy
    - fagoty
    - kontrafagot
    - saksofony

  - blaszane (wł. Ottoni)
    - rogi
    - waltornia
    - trąbki
    - sakshorny
    - puzony
    - tuby
- instrumenty perkusyjne (wł. Batteria)
  - o określonej wysokości dźwięku
    - Kastaniety
    - Bębenek baskijski
    - klawesy
    - czelesta
    - dzwonki
    - dzwony
    - wibrafon
    - ksylofon
    - marakasy
    - marimba
    - kotły

  - o nieokreślonej wysokości dźwięku
    - trójkąt
    - talerze
    - gong
    - bęben wielki
    - werbel
- instrumenty klawiszowe i inne
  -     - fortepian
    - klawesyn
    - organy
    - harmonium
    - akordeon
- instrumenty strunowe szarpane
  -     - harfa
    - lutnia
    - gitara klasyczna
    - ukulele
    - bandżo
    - cytra
- instrumenty smyczkowe (wł. Archi)
  -     - I skrzypce
    - II skrzypce
    - altówki
    - wiolonczele
    - kontrabasy

## Powiększanie obsady orkiestry w XVIII i XIX w.[2]
- orkiestra mannheimska (1756): ok. 40 muzyków
  - 10 I skrzypiec – 10 II skrzypiec – 4 altówki – 4 wiolonczele – 2 kontrabasy
  - 2 flety – 2 oboje – 2 fagoty – 4 rogi
  - w razie potrzeby trąbki i kotły

- Ludwig van Beethoven V Symfonia: ponad 40 muzyków
  - 20-25 osobowy kwintet smyczkowy
  - flet piccolo – 2 flety – 2 oboje – 2 klarnety – 2 fagoty – kontrafagot
  - 2 rogi – 2 trąbki – 3 puzony
  - 2 kotły

- Ludwig van Beethoven IX Symfonia: 52 muzyków
  - 30-osobowy kwintet smyczkowy
  - flet piccolo – 2 flety – 2 oboje – 2 klarnety – 2 fagoty – kontrafagot
  - 4 rogi – 2 trąbki – 3 puzony
  - 2 kotły – talerze – trójkąt - bęben wielki

- Hector Berlioz Symfonia fantastyczna: 90 muzyków
  - 15 I skrzypiec – 15 II skrzypiec – 10 altówek – 11 wiolonczel – 9 kontrabasów
  - 2 flety – 2 oboje – 2 klarnety – 2 fagoty
  - 2 trąbki – 2 kornety – 4 rogi – 3 puzony – 2 tuby
  - dzwony – 4 kotły – talerze – wielki bęben
  - 2 harfy

- Gustav Mahler VIII Symfonia zwana Symfonią Tysiąca: 160 muzyków w orkiestrze oraz soliści i chór
  - 24 I skrzypce – 20 II skrzypiec – 16 altówek – 14 wiolonczel – 10 kontrabasów
  - 2 flety piccolo – 4 flety – 4 oboje – rożek angielski – 2 klarnety piccolo – 3 klarnety – klarnet basowy – 4 fagoty – kontrafagot
  - 8 trąbek – 8 rogów – 7 puzonów – tuba
  - harmonium – organy – fortepian
  - triangiel – dzwony – dzwonki – czelesta – talerze – gong – 2 kotły – wielki bęben
  - 6 harf – mandoliny